# Воложинская, Татьяна Львовна
Татьяна Львовна Воложинская (род. 6 мая 1969, Москва, СССР) — депутат Государственной Думы пятого созыва (2007—2011).

## Биография
Член фракции ЛДПР. Член Комитета ГД по бюджету и налогам. Член Комиссии ГД по рассмотрению расходов федерального бюджета, направленных на обеспечение обороны и государственной безопасности РФ. В ноябре 2011 года добровольно отказалась от мандата депутата Госдумы в связи с назначением на должность торгового представителя России в Дании.
По состоянию на 2020 год — торговый представитель Российской Федерации в Швейцарской Конфедерации.
Бывший муж — российский государственный деятель Олег Маркович Говорун.

## Образование
- Российская академия государственной службы при Президенте РФ[1].